# テッド・チャン
テッド・チャン (英語: Ted Chiang、1967年 - ) は、アメリカ合衆国のSF作家。台湾系アメリカ人。

## 生い立ち
1967年アメリカ合衆国ニューヨーク州ポート・ジェファーソン生まれ。両親は中華民国政府の台湾への移転する時台湾へ移民、台湾で大学卒業後アメリカへ移民した。小学校6年生の時にアイザック・アシモフやアーサー・C・クラークによるSF小説を好んで読みはじめ、自分でも書くようになった。大学時代にはジーン・ウルフやジョン・クロウリー(英：John Crowley)に影響を受け、現在も尊敬しているという。グレッグ・イーガンやカレン・ジョイ・ファウラー（英：Karen Joy Fowler）も好きな作家として挙げている。ブラウン大学では当初、物理学とコンピュータ科学を学んでいたが、最終的にコンピュータ科学に絞り1989年に卒業する。

## 作家活動
高校から大学にかけて短編を投稿しつづけたが採用されなかった。大学を卒業した年に、合宿制の創作講座クラリオン・ワークショップに参加し大きな刺激を受ける。講師の一人であったトマス・ディッシュは、チャンの才能を高く評価し、短編『バビロンの塔』(Tower of Babylon)を、当時「オムニ」の編集者だったエレン・ダトロウ(英：Ellen Datlow)に紹介し、翌1990年に掲載され、作家デビューする。
1999年の短編『あなたの人生の物語』(Story of Your Life)で1999年ネビュラ賞中編小説部門受賞、シオドア・スタージョン記念賞受賞。2001年の短編『地獄とは神の不在なり』(Hell Is the Absence of God)で2002年ネビュラ賞・ヒューゴー賞短編小説部門ダブル受賞、2004年星雲賞海外短編部門受賞。
本業はソフトウェアのマニュアルなどを手掛けるテクニカル・ライターであり、専業作家になるつもりはないと語っている。「書く価値のあるアイディアを思いつかない限り書き始めない」がモットーであり、極端な寡作である。四半世紀に渡る作家活動の中で、作品は中短編が20篇に満たない。
現在、ワシントン州シアトル近郊のベルビュー(英：Bellevue)に住み、フリーランスのテクニカル・ライターとして働いている。小説にするだけの良いアイディアが浮かんだら短い話を書くつもりだと語っている。
2007年、世界SF大会（ワールドコン）日本大会のゲスト作家の一人として初来日した。イベントでは公開インタビューを行ったほか、瀬名秀明主催のパネルに飛び入り参加している。休日は、同行したエレン・ダトロウなどと共に東京宝塚劇場で宙組公演の『バレンシアの熱い花』と『宙　FANTASISTA!!』を鑑賞した。
2016年、代表作である『あなたの人生の物語』が、『Arrival』のタイトルで映画化（邦題『メッセージ』）。主演：エイミー・アダムス、監督：ドゥニ・ヴィルヌーヴ。『理解』の映画化も発表されている。

## 作品世界
論理的で緻密な構成を得意とする。作品には物理や数学をモチーフにしたものが多い一方、バベルの塔や天使などが登場するが、チャンは「現在 無神論者」と答えている。「罪のない人がなぜ苦しまなければいけないのか」という問いに対する満足した答えが宗教の中にみつからないことをその理由としている。これは『地獄とは神の不在なり』の主題にもなっている。チャンは実生活とは関係のない抽象的なレベルでは宗教を興味深いと思っており、作品のベースとなる旧約聖書やカバラなどを研究している。また作品によってはチャンがヘブライ語など外国語に詳しい印象を与えるが、幼少の頃に多少中国語を話したが現在はまったく話せず、外国語も高校でラテン語を勉強した程度である。外国語より言語学に興味があると語っており、それは『あなたの人生の物語』に顕著に現れている。

## 著作

### 短編集
- Stories of Your Life and Others (2002年) ローカス賞受賞　日本語訳『あなたの人生の物語』　早川書房〈ハヤカワ文庫SF〉、2003年。
  - 「バビロンの塔」Tower of Babylon (1990） 浅倉久志 訳 - 1991年ネビュラ賞受賞
  - 「理解」Understand (1991) 公手成幸 訳 - 1992年アシモフ読者賞受賞
  - 「ゼロで割る」Division by Zero (1991) 浅倉久志 訳
  - 「あなたの人生の物語」Story of Your life (1998) 公手成幸 訳 - 1999年シオドア・スタージョン記念賞、2000年ネビュラ賞受賞
  - 「七十二文字」Seventy-Two Letters (2000) 嶋田洋一 訳 - 2001年サイドワイズ賞受賞
  - 「人類科学の進化」The Evolution of Human Science (2000) 古沢嘉通 訳
  - 「地獄とは神の不在なり」Hell is the Absence of God (2001) 古沢嘉通 訳 - 2002年ヒューゴー賞、ローカス賞、ネビュラ賞受賞
  - 「顔の美醜について──ドキュメンタリー」Liking What You See: A Documentary (2002) 浅倉久志 訳

- Exhalation (2019年) 　日本語訳『息吹』　大森望 訳、早川書房、2019年。
  - 「商人と錬金術師の門」The Merchant and the Alchemist's Gate (2007) - 2008年ヒューゴー賞、ネビュラ賞受賞
  - 「息吹」Exhalation (2008) - 2009年ヒューゴー賞、ローカス賞、英国SF協会賞受賞
  - 「予期される未来」What's Expected of Us (2005)
  - 「ソフトウェア・オブジェクトのライフサイクル」The Lifecycle of Software Objects (2010)
  - 「デイシー式全自動ナニー」Dacey's Patent Automatic Nanny (2011)
  - 「偽りのない事実、偽りのない気持ち」The Truth of Fact, the Truth of Feeling (2013)
  - 「大いなる沈黙」The Great Silence (2015)
  - 「オムファロス」Omphalos (2019)
  - 「不安は自由のめまい」Anxiety Is the Dizziness of Freedom (2019)